# 용해동
용해동(龍海洞)은 전라남도 목포시의 행정 구역이다.

## 개요
행정구역 개편으로 무안군 이로면 일부가 목포시로 편입 이로동으로 명명하였고, 현재의 용해동, 이로동, 상동, 하당동, 신흥동 지역 있었음. 인구 5만의 과대동인 이로동을 분동하여 용해동과 상동으로 분리, 용해동 지번을 갖고 있는 모든 지역을 용해동으로, 그외 지역을 상동으로 분리 목포시 조례 제1805호에 의거 29개 동을 26개동으로 개편, 이때 국도1호선을 경계로 좌측 즉 목포대학교 용해캠퍼스 쪽은 용해동, 우측 한전 인근지역은 이로동으로 분리 현재에 이르고 있음

## 주거
| 단지명                | 건설사                    | 시행사           | 주소                | 입주        | 비고     |
| --------------------- | ------------------------- | ---------------- | ------------------- | ----------- | -------- |
| 포미타운 주공 1단지   | 보성건설㈜ 남해종합개발   | 대한주택공사     | 포미로 23           | 2004년 12월 |          |
| 포미타운 주공 2단지   | 새한건설㈜ 거림건설㈜     | 대한주택공사     | 포미로 22           | 2004년 9월  | 국민임대 |
| 포미타운 주공 3단지   | 남양건설 여산건설㈜       | 대한주택공사     | 관해로5번길 29      | 2005년 3월  | 국민임대 |
| 포미타운 LH 4단지     | 태평양개발㈜              | 한국토지주택공사 | 용해지구로88번길 24 | 2013년 11월 |          |
| 용해 골드디움 5차     | 보광건설㈜ ㈜세종종합건설 | 골드클래스㈜     | 용해지구로88번길 23 | 2014년 7월  | 민간임대 |
| 용해 골드디움 6차     | 보광건설㈜ ㈜세종종합건설 | 세종건설㈜       | 용해지구로88번길 8  | 2014년 7월  | 민간임대 |
| 용해지구 호반리젠시빌 | ㈜리젠시빌건설            | ㈜리젠시빌건설   | 용당로331번길 88    | 2004년 12월 |          |

## 주요 기관
- 전남서부보훈지청
- 호남권통일플러스센터
- 전남청소년상담복지센터
- 목포스마일센터

### 교육
- 대연초등학교
- 용해초등학교